# 千住博
千住 博（せんじゅ ひろし、1958年1月7日 - ）は、日本の画家。学位は美術修士（東京芸術大学・1984年）。京都芸術大学附属康耀堂美術館館長・大学院芸術研究科教授、東京国立博物館アンバサダー、ヴァンクリーフ&アーペル芸術学校委員、公益財団法人徳川ミュージアム相談役。
湘南美術学院講師、河合塾講師、京都造形芸術大学学長などを歴任した。

## 概要

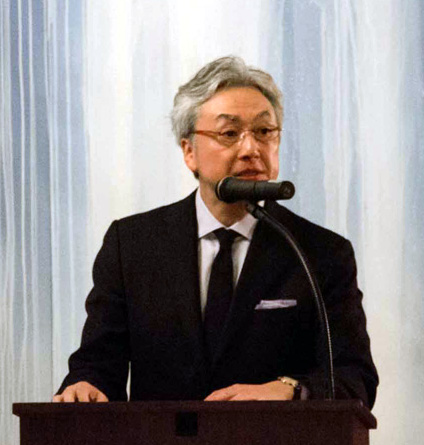
2016年11月3日、在ニューヨーク総領事公邸にて

日本画の存在やその技法を世界に認知させ、真の国際性をもった芸術領域にすべく、絵画制作にとどまらず、講演や著述など幅広い活動を行っている。自然の側に身を置くという発想法を日本文化の根幹と捉え、自身の制作活動の指針としている。
代表作のウォーターフォールは1995年ヴェネツィア・ビエンナーレで名誉賞を受賞。
1997年より大徳寺聚光院の襖絵制作にとりかかり、2002年の伊東別院完成 に引き続き、2013年に京都本院の襖絵が完成した。
2018年、高野山真言宗総本山金剛峯寺の大主殿2部屋の襖絵が完成。それを受けて富山県美術館を皮切りに国内の巡回展が開催される。
2021年、日本芸術院より「瀧図」（高野山金剛峯寺襖絵）に対し令和二年度（第７７回）恩賜賞および日本芸術院賞を授与される。
2022年 日本芸術院会員に任命される。
2007年より2013年3月まで京都造形芸術大学学長を務めた。ニューヨーク在住。

## 人物

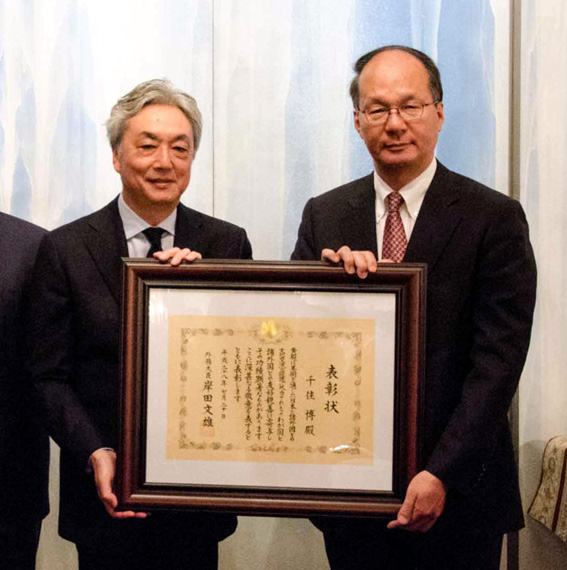
2016年11月3日、在ニューヨーク総領事髙橋礼一郎（右）より外務大臣表彰を授与される

絵を描く行為の起源を旧石器時代の洞窟壁画まで遡り考え、当時人々は超自然的な存在と交信するために暗い洞窟の中で絵を描いたと考えている。本来洞窟内部の暗闇の中で宗教的な目的から描かれた絵が、次第に明るい方へと場所を移した結果、人々に見られるタブロー（絵画作品）としての意識が芽生えたのではないかと、画家の視点から考察している。
日本の芸術における最良のエッセンスの多くは、良寛、松尾芭蕉、紀貫之、藤原定家などの詩歌の世界に見出されると論じる『日本の芸術論』（安田章生著、創元社）から多くを学んだと語っている。
代表作の『滝』はそれ自体が絵の具を流しての「滝」なのであり、「滝の描写」ではない。ここに絵画のイリュージョンから抜け出せなかった歴史からの展開を試みているとし、またテーマと技法と手段が完全に一致した実証と述べている。
抽象絵画について、自分の場合どこそこの滝、という名所旧跡を描いているわけではなく、滝なる概念、上から下に水が流れるというシステムを画面の上に出現させるのが自分の作品だと語っている。
21世紀は9.11から始まったと考えている。20世紀後半、ショックやセンセーションをテーマにした現代美術がニューヨークやロンドンを席巻していたが、9.11テロの事件後、世界の価値観が一変したことを感じたと語っている。
「画家は常にインスピレーションが来る『危険』に満ちている」と語っている。
2009年まで、名前の博の右上の点は取っていた。理由として若い頃、自分の実力は点が一つ足りないくらいが丁度と心得て、人一倍頑張ろうと思ってあえて点を取っていたとしている。しかし50歳を過ぎて京都造形芸術大学の学長に推挙され、点が一つ足りない先生では学生も困るだろうし、そろそろ良いかなと思って普通の字に戻したとしている。
「宋元画は人類史上の頂点を極めた。比類ないレベルの絵画」と台北にある国立故宮博物院を30年近くぶりに訪れた際に語っている。

## 来歴
1958年1月7日、東京都杉並区和泉町で、工学博士の千住鎮雄と、教育評論家でエッセイストの千住文子の長男として生まれる。当時、父が学位論文を書き終えたときだったので、博士の博をとって名付けられた。
母の父（角倉邦彦）方祖先に角倉了以、角倉賀道がいる。弟は作曲家の千住明、妹はヴァイオリニストの千住真理子。
3、4歳の頃から家中の壁や襖をキャンバスにして絵を描いていた。幼稚園の頃はピアノを習い、また小学校受験勉強として塾で絵の勉強を始める。
1964年慶應義塾幼稚舎に入学。6歳頃から兄妹3人でヴァイオリンを習い始める。美術部に所属し、運動会の駆けっこを描いた絵が学校代表で展覧会に出品される。父の仕事の関係で、4年生の時に6ヶ月間アメリカに家族で滞在する。車でアメリカ大陸を横断し、ヨセミテ国立公園、グランドキャニオン、ニューヨークシティ、ナイアガラの滝などを旅する。帰国後、横浜郊外に引っ越す。
1970年、慶應義塾普通部に進学。美術部、水泳部などに所属する。絵は好きだったが、当時は画家や漫画家になるつもりはなく、その気持ちは高等学校に進学してからも変わらなかった。慶應義塾高等学校時代のある日、所属していた美術部の部室に先輩が持ち込んだデザイン雑誌を目にし、永井一正、田中一光など日本発のグラフィックデザインに衝撃を受ける。同時期、建築の世界にも興味を持ち始め、美術系の大学へ進学することを決意する。
高校2年生の秋、美術の担任だった毛利武彦の勧めで日本画のグループ展に行き、岩絵の具と出合う。岩絵の具を使って絵を描きたいという強い思いから、日本画専攻の予備校に通い始める。
2年の浪人生活を経て、1978年に東京藝術大学美術学部絵画科日本画専攻に入学する。学部在学中の約4年間、鎌倉の美術予備校湘南美術学院にて教鞭を執る。
1982年、東京藝術大学美術学部絵画科日本画専攻卒業。学部の卒業制作は、千住によれば「大いなる失敗」。「描きすぎて、本当につまらなくなってしまいました。でも、それで初めて“筆を置くとき”を知ったのです」と語る。
東京藝術大学大学院へと進み、1984年に修士課程修了作品『回帰の街』が首席で大学の買い上げとなり、どんな苦労をしても画家としてやっていこうと心に誓う。同大学院博士課程へと進み、稗田一穂に師事する。博士課程修了作品は東京大学買い上げとなる。卒業とともに作品を精力的に発表し始める。この時期、筆一本で生活できるようになるまで河合塾で予備校の講師をしていた。
大学卒業後の1980年代後半は、主として風景をモチーフにして絵を描く。「東京育ちのため、新潟の山並みに全部違う木が生えていたのを見て、初めは植えられたのだと思った。しかし人から自然に生えているということを教わり、本当に驚いた。必然的にそこでビルのテーマが終り、風景へと向かうようになりました。」と語っている。
1993年に発表した『フラットウォーター』に至る経緯として、「（大学を卒業後）ビルじゃない何かを描かなければいけないと思いながらも、しかし、それが何なのか分からない。焦りを感じつつ、そんな状態が約10年ぐらい続いていました。奈良の古寺からパプアニューギニアまで、本当に手当たり次第、何でも描きました。その中で最終的にハワイのキラウエア火山の溶岩が海に流れ込む『フラットウォーター』へ至り、さらに『滝』に出合った。そこで時間表現という私のテーマが整理整頓された」と語っている。『フラットウォーター』を発表した1993年6月、ニューヨークのマックスウェル・デビッドソン・ギャラリーでの個展が好評を博し、ニューヨークの美術誌『ギャラリーガイド』の表紙を飾る。
1995年のヴェネツィア・ビエンナーレに出品した『滝』は縦3.4メートル、横14メートルの大作で、題名は『THE FALL』だった。滝の意味ならば『THE FALLS』となる。『THE FALL』というのはアダムとイヴが楽園を追放されたという「墜落」の意味だと語っている。日本館は隈研吾の会場設計のもと、館内全域に水を張り、すべての作品が水面に反射するという会場構成だった。床に水を張る工事を請け負った現地作業員の仕事が、ガスバーナーなどを作品のすぐそばで使用するにもかかわらず、かなり大雑把だったため、作業員の不注意によって溶けたコールタールが滝の絵に付着した。その場にいた千住は、画面に付着したコールタールをとっさに左の素手で取り払って大火傷を負い、救急病院で治療を受ける事態となった。幸いにも利き手の右手が無傷だっため、無事修復作業を終え、初日を迎えることが出来た。6月10日の授賞式では、手に白包帯の姿で名誉賞の金色の楯を受け取っている。
1997年、大徳寺聚光院別院全襖絵の制作を大徳寺聚光院から依頼される。どんなに時間がかかってもいいから、と30代のまだ若い作家に依頼する聚光院の姿勢に恐れ入ったと語っている。また、自分を推薦した松井力に大変感謝しているという。
2003年、大徳寺聚光院別院のために描いた襖絵が「大徳寺聚光院の襖絵展」として東京国立博物館で日本で公開された。制作の様子はNHKテレビで『77面の宇宙』として放映された。制作を通して自分の限界をたびたび思い知らされたが、これに打ち克つ方法は、自分の過信を正し、本当の実力が如何ほどかを認め、正面からこれに立ち向かうことだったと語っている。
2003年、六本木のグランドハイアット東京の3階ホワイエに、幅25メートルの白黒の滝の作品を完成させる。オーナーである森ビルの森稔社長（当時）に「好きにしなさい」と言われ、「それでは」と言って本当に好きに制作させてもらった作品だと語っている。会場構成はインテリアデザイナーの杉本貴志。
2003年秋、ニューヨーク・メトロポリタン美術館の主任研究員を務めている小川盛弘から、1954年に戦後の日米友好関係の再構築を願う官民あげての努力により、日本からアメリカへの贈り物として、ニューヨーク近代美術館（MoMA）の中庭に建造、展示された「松風荘」という日本建築の襖絵の制作を依頼される。「松風荘」は設計が吉村順三、第11代伊藤平左エ門により施工された書院造りの純日本建築。「松風荘」はMoMAの中庭で1954年から2年間で25万人が見学するほどの好評を博した後、フィラデルフィアのフェアモントパークに移転された。1976年、米国生誕200年祭を機に、フィラデルフィア市からの依頼に応じ、「松風荘」は日本からの基金によって修復工事が行われた。千住は20面に及ぶ全作品とその著作権を寄贈することを小川に伝え、襖絵の制作を引き受ける。
2004年、東京国際空港第2ターミナルの到着ロビーに幅14メートルの『朝の湖畔』、空港ショッピングモールの天井に畳60畳の天井画、空港エスカレーターホールの上には縦6メートル、横18メートルの和紙を用いた立体作品を制作する。建築家シーザー・ペリの信頼と日本空港ビルデングの門脇邦彦社長（当時）のバックアップの下、満足の行く仕事が出来たと語っている。この空港ターミナルのアートワークの仕事を依頼されたのは、ちょうど大徳寺聚光院別院の襖絵を終えたばかりの頃で、休む間もなくこの仕事に取り掛かることになったが、むしろそれで良かったと語っている。

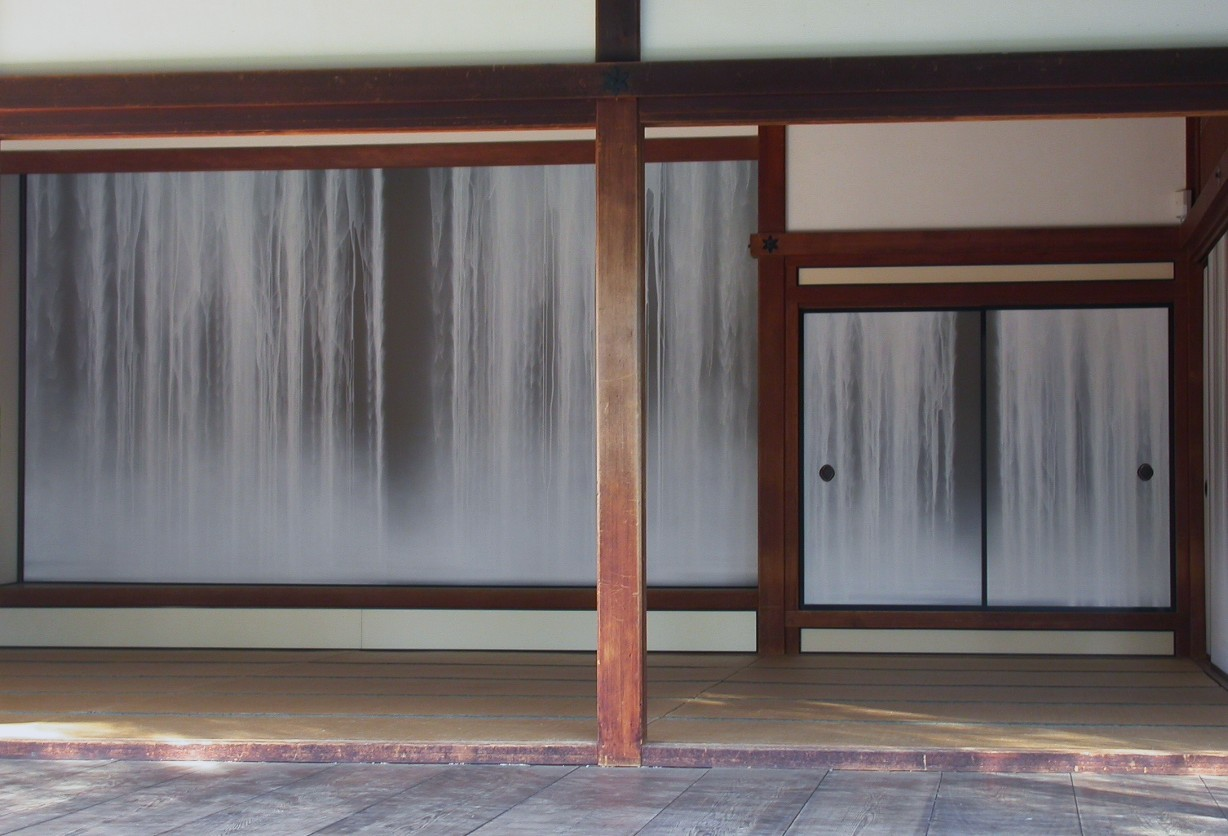
松風荘水のカーテン

2007年、「松風荘」の襖絵が完成する。これにちなみ、フィラデルフィア市が2007年4月27日をHiroshi Senju Dayと制定し、毎年フィラデルフィアでこの記念日の近辺に講演会が開催される。同年、京都造形芸術大学学長に就任する。2013年3月まで3期6年務める。

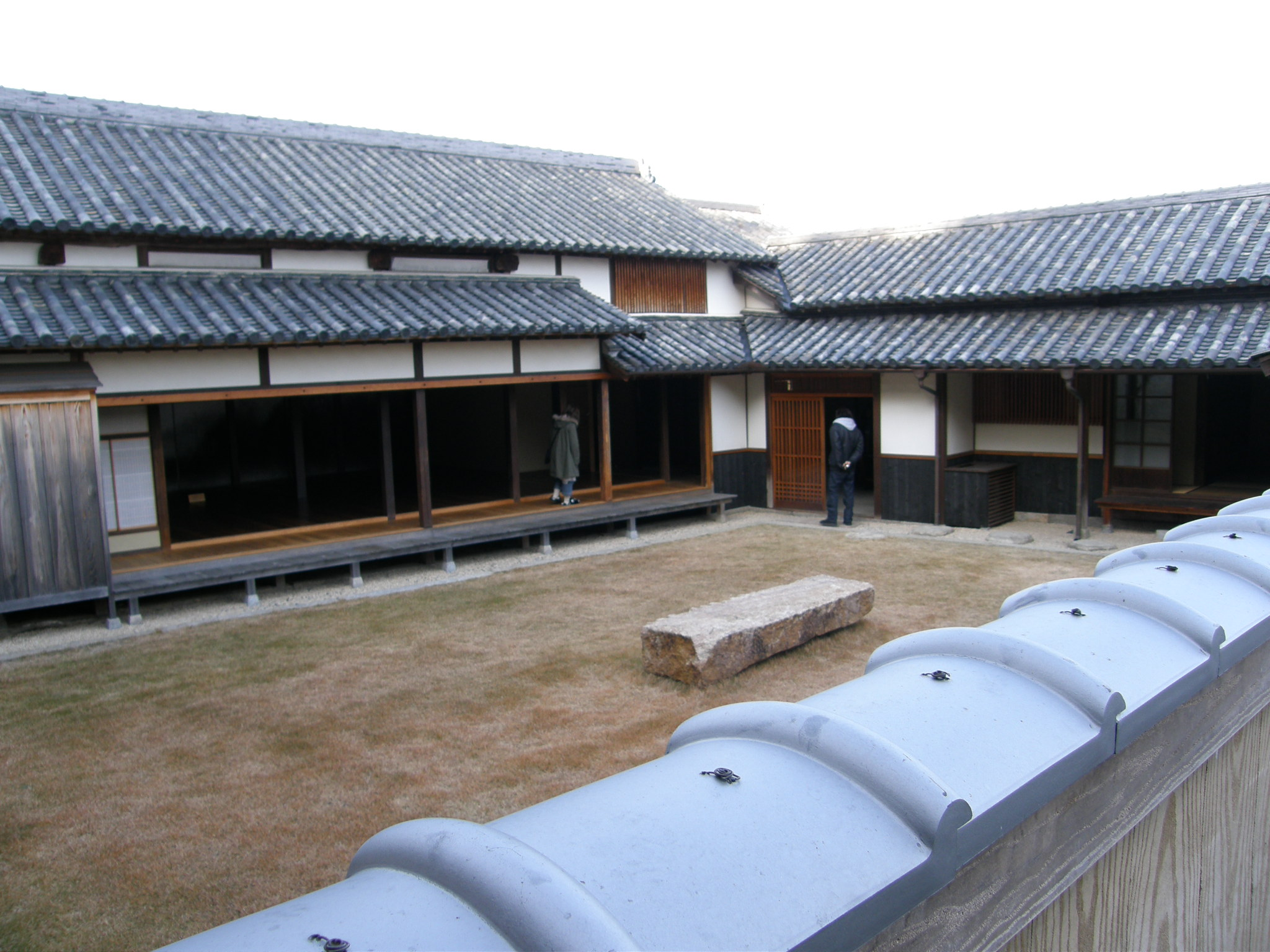
千住博と秋元雄史が空間デザインを担当、「ザ・フォールズ」2006年、「空（くう）の庭」2009年が展示される香川県直島「家プロジェクト（石橋）」

2009年、ベネッセアートサイト直島の「家プロジェクト」に参加、全長15メートルの「空（くう）の庭」という崖の作品を完成させる。崖の背景にはあえて銀を使用した。それは銀が経年変化で黒変していくためで、時間が作品を少しずつ変えていき、去年見た作品と今年見る作品では別の作品になっていくという「無常観を視覚化したもの」であると語っている。銀の使用については尾形光琳の「紅白梅図屏風」からヒントを得たと語っている。
2010年、APEC JAPAN 2010の会場構成を担当し、各国首脳が自分の絵の前で首脳会議を開き、その映像が広く世界に流れた。当時内閣総理大臣だった菅直人が、晩餐会のスピーチで全世界の首脳に自分を紹介してくれたことは、生涯忘れられない名誉なことだったと語っている。同年、東京国際空港国際線ターミナルのアートディレクションの一環として『ウォーターシュライン』と題する全長18メートルの滝の作品を制作する。作品は国際線の検疫、入国審査前の壁面に設置されている。清く美しい水のイメージを通して日本を世界に伝えていこうとするものと考えている。

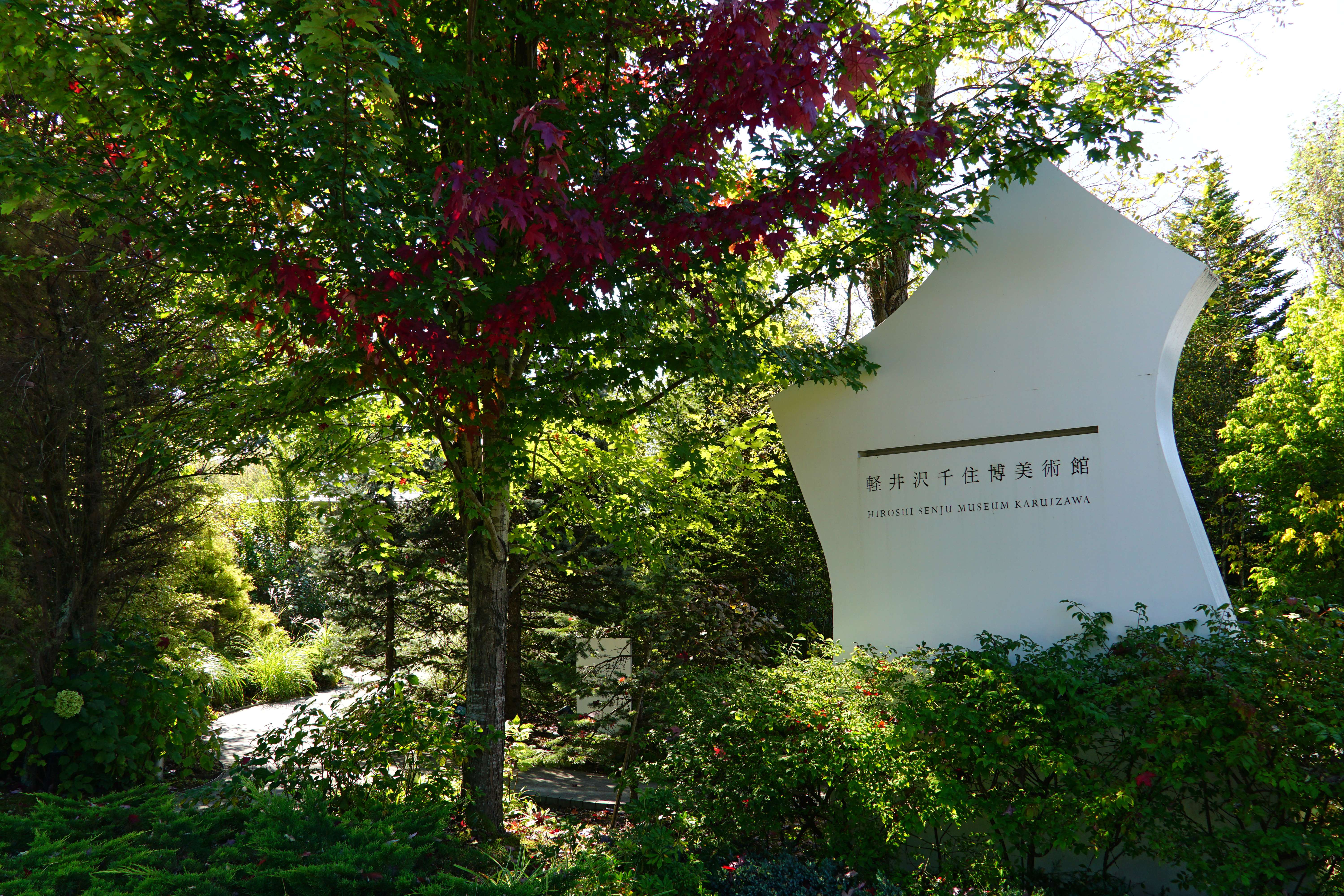
軽井沢千住博美術館

2011年、軽井沢千住博美術館がオープンする。同年、水戸岡鋭治とともにアートディレクションを担当したJR博多駅がオープンする。公募により集まった3万点にのぼる一般市民が描いた葉や花、鳥の作品を、千住が描く木の枝で一つにまとめ、陶板のタイルに焼き付けるという巨大なアートプロジェクトである。
2013年、大徳寺聚光院に新しく増築された大書院等に、襖28面と床の間2ヶ所にわたる障壁画を完成する。完成までに10年の月日を費やした。1979年に『モナリザ』がルーブル美術館から貸し出されて日本で公開された際、『モナリザ』と引き換えにルーブルに渡った狩野永徳の国宝『花鳥図』はどこからどう見ても完璧に近く、千住は自分が依頼された大書院の襖絵が、廊下一本隔てただけで狩野永徳の国宝作品と接することの重圧に長い間苦しんできたと語っている。

## 年譜
- 1958年1月7日 東京都杉並区に生まれる。
- 1964年 慶應義塾幼稚舎に入学。
- 1970年 慶應義塾普通部に入学。
- 1974年 慶應義塾高等学校に入学。
- 1978年 東京藝術大学美術学部絵画科日本画専攻に入学。
- 1982年 東京藝術大学美術学部絵画科日本画専攻卒業。
- 1984年 東京藝術大学大学大学院修士課程修了。修了制作東京藝術大学買上。
- 1987年 東京藝術大学大学院博士課程単位取得満期退学。修了制作東京大学買上。
- 1988年 ガレリアフォルニ（ボローニャ・イタリア）にて個展
- 1989年 オーストラリア・シドニーにあるマンリー市立美術館で個展。「ジ・エンド・オブ・ザ・ドリーム」を発表。
- 1990年 神奈川県立近代美術館で「収蔵作品による近代日本画の歩み展」に参加。
- 1993年 ニューヨークの美術誌「ギャラリーガイド」の表紙に選出される。ニューヨークのマックスウェルデビッドソンギャラリーで個展。「Flatwater」を発表。
- 1994年 山中湖高村美術館で個展「千住博1980−1994展」。「星のふる夜に」に対し第4回けんぶち絵本の里大賞を受賞。第7回MOA岡田茂吉賞絵画部門優秀賞受賞。
- 1995年 創立100周年のヴェネツィア・ビエンナーレ絵画部門にて名誉賞を東洋人として初めて受賞。台湾台北市美術館で開催された「千住博展」はピカソに次いで2人目の会期延長となった。
- 1996年 彫刻の森美術館で個展。「千住博 Waterfalls & Glasses」展。
- 1997年より大徳寺聚光院の襖絵制作にとりかかる[1]。
- 1998年広島市現代美術館収蔵「八月の空と雲」に対し紺綬褒章受章。
- 2000年 「ライフ」に対し河北倫明賞受賞。
- 2002年第13回MOA岡田茂吉賞絵画部門大賞受賞。同年ニューヨークのジャパンソサエティーとアジアソサエティーで行われた「ニューウェイオブティー」展に参加[12]。同年韓国ソウル国立現代美術館で行われた「水墨の香り」展に参加。
- 2003年 大徳寺聚光院伊東別院襖絵完成。東京国立博物館で一般公開。 グランドハイアット東京に高さ3メートル横幅25メートルの滝の壁画を制作。
- 2005年 第44回ミラノサローネ「レクサス・Lフィネス」にコラボレーションアーティストとして参加。アートディレクションと絵画を担当。福岡アジア美術館で個展「大徳寺聚光院別院襖絵七十七枚の全て」展を開催。
- 2006年 フィラデルフィア松風荘襖絵（ウォーターフォールシリーズ）完成。光州ビエンナーレ出品。ジャガー・ルクルト「レベルソ」誕生75年を記念した特別限定モデルの文字盤をデザインする[2]。
- 2009年 ベネッセアートサイト直島・家プロジェクト参加。
- 2010年 APEC2010首脳会議の会場構成担当。2011年成都ビエンナーレ出品。
- 2011年までに東京国際空港(羽田)第1、第2、国際線ターミナルのアート・プロデュース／ディレクションを担当。アートディレクションを担当したJR九州博多駅が完成。「軽井沢千住博美術館」開館。
- 2013年 大徳寺聚光院京都本院の襖絵全てが完成。
- 2014年 オペラ『夕鶴』の舞台美術を担当。
- 2015年 第56回ヴェネツィア・ビエンナーレ「Frontiers Reimagined」展出品。シャンパーニュ委員会日本事務局より第7回ジョワ・ド・ヴィーヴル賞を作曲家の千住明、ヴァイオリニストの千住真理子と共に兄妹で受賞。故宮博物院南院プロジェクト完成（中華民国 台湾）。高野山真言宗総本山金剛峯寺の主殿２部屋の襖絵の制作を手がけることが決定。
- 2016年 3月1日から大徳寺聚光院創建450年を記念して、奉納した襖絵を狩野永徳の国宝障壁画、重要文化財の茶室「閑隠席」とともに2017年3月26日まで特別公開[13]。薬師寺東院堂にて予備校時代の師・武田成功のガラス作品と「水と光の幻想」展。平成28年度外務大臣表彰受賞。
- 2017年 第4回イサム・ノグチ賞受賞。
- 2018年 「高野山金剛峯寺 襖絵完成記念 千住博展 ―日本の美を極め、世界の美を拓く―」 を開催。2020年高野山金剛峯寺へ奉納する襖絵を、奉納に先駆けて展覧会で紹介[14]。（巡回会場：富山県美術館、鶴岡アートフォーラム、秋田市立千秋美術館・秋田県立美術館、そごう美術館、北九州市立美術館分館、神戸ゆかりの美術館・神戸ファッション美術館、愛媛県美術館を巡回[15]。）JCCIより日米特別功労賞(Eagle on the World Award)受賞。
- 2020年 高野山金剛峯寺障屏画が奉納。
- 2021年 紺綬褒章飾版と木杯受章[16]。国宝薬師寺東塔平成大修理奉賛 平成の寶玉に選出され、同奉納。日本芸術院より「瀧図」（高野山金剛峯寺襖絵）に対し、令和2年度（第77回）恩賜賞および日本芸術院賞を授与される。
- 2022年 日本芸術院会員に任命される。第4回日米協会金子堅太郎賞特別賞受賞。
- 2023年 個展「三越創業350周年 千住博展 ―伝統と革新―」（日本橋三越本店　東京）を開催。
- 2024年 モーツァルトオペラ「魔笛」の美術担当（めぐろパーシモンホール 東京）。60周年記念 東美特別展に出品（東京美術倶楽部）。

現在、京都芸術大学教授。2007年より2013年3月まで京都造形芸術大学学長を務めた。

## 代表作
- 「ザ・フォール」1995年 ヴェネツィア・ビエンナーレ出品
- 「大徳寺聚光院伊東別院襖絵」(計77面) 2002年
- 「石橋」「ザ・フォールズ」2006年、「空（くう）の庭」2009年 家プロジェクト

## 画集
- 『星のふる夜に』　冨山房、1994年
- 『水の音』　小学館、2002年
- 『千住博の滝』『千住博の滝以外』　求龍堂、2007年
- 『HIROSHI SENJU』イタリア・スキラ社、2009年

## 著作
- 『ヴェネツィア日誌』求龍堂、1996年
- 『絵の心』世界文化社、2003年
- 『千住博の美術の授業 絵を描く悦び』光文社新書、2004年
- 『美は時を超える 千住博の美術の授業』光文社新書、2004年
- 『ルノワールは無邪気に微笑む』朝日新聞社、2006年
- 『「美」を生きる』世界文化社、2008年
- 『DUNE別冊　千住博 Art In New York』アートデイズ、2008年、ISBN 978-4-86119-109-1
- 『美術の核心』文春新書、2008年
- 『私が芸術について語るなら』ポプラ社、2011年
- 『NYアトリエ日記』時事通信社、2011年
- 『日本画を描く悦び』光文社新書、2013年
- 『芸術とは何か』祥伝社新書、2014年
- 『名画は語る』キノブックス、2015年
- 『美は時を超える　千住博の美術の授業２』光文社新書、2021

### 共著
- 『疑問符としての芸術』（宮島達男との対談：美術年鑑社）、1999年
- 『日本画から世界画へ』（平松礼二との対談：美術年鑑社）、2002年

## 軽井沢千住博美術館
館長は品川惠保。設計は西沢立衛。それまでの閉鎖的なイメージがあった美術館を、全面ガラス張りという可能な限りオープンな空間にし、原則的に人工照明がないのが特徴である。外部の植林との調和を目指し、森の中を歩いていたらいつの間にかそこは美術館だった、というふうになるのが理想だと語っている。
- 開館時間9:30〜17:00入館は16:30まで
- 休館日火曜定休（但し、祝日の場合・GW・7〜9月は開館）冬期休館：12月26日〜2月末日

## 出演

### ドキュメンタリー
- NHKスペシャル「高野山　千年の襖（ふすま）絵　空海の世界に挑む」（2021年1月23日 NHK）[17]
- SWITCHインタビュー 達人達「千住博×佐藤勝彦」（2021年2月4日、NHK Eテレ）[18]
- GINZA CROSSING Talk　～時代の開拓者たち～「芸術とはコミュニケーションだ！　画家・日本藝術院会員 千住 博氏」（2024年1月4日 日経CNBC）
- GINZA CROSSING Talk　～時代の開拓者たち～「現代社会に芸術が果たす役割とは　画家・日本藝術院会員　千住 博氏」（2024年1月18日 日経CNBC）